# Dmitri Antonovitch Lebedev
Dmitri Antonovitch Lebedev (en russe : Дми́трий Анто́нович Ле́бедев), né le 25 décembre 1882 (6 janvier 1883 dans le calendrier grégorien) dans le gouvernement de Saratov (Empire russe), et mort le 6 mars 1928 à Shanghaï en Chine, était un général de division et ministre de la Guerre de l'État russe pendant la guerre civile russe.

## Biographie

### Débuts
Il est issu d'une famille noble, et est fils d'officier. Il est diplômé du Corps des cadets d'Omsk (1900), de l'École d'artillerie Michel (1903) et de l'École militaire d'état-major Nicolas (1911). Il a participé à la guerre russo-japonaise et à la Première Guerre mondiale. Avec le grade de capitaine, il était adjudant principal au quartier général du 24e corps d'armée . En 1915, il reçut l'Ordre impérial et militaire de Saint-Georges du 4e degré.
« pour le fait que lors de la bataille du 22 avril 1915 près de Zmigrod, ayant reçu l'ordre du commandant du corps de soumettre toutes les unités situées dans la région de Zmigrod, il a utilisé extrêmement habilement les faibles forces de protection, a retardé l'avancée d'importantes forces allemandes pour longtemps, grâce à quoi des parties du corps ont réussi à battre en retraite. »
Plus tard, il a été officier d'état-major pour des missions du bureau du quartier-maître général sous la direction du commandant en chef suprême.

### Compagnon du général Kornilov
Depuis 1917, il est colonel, l'un des organisateurs de l'Union des officiers de l'armée et de la marine. En août 1917, il participa au discours du général Lavr Kornilov, fut arrêté et jusqu'au 13 novembre 1917 il se trouva dans la prison de Bykhov. Il s'enfuit vers le Don, participa à la formation et aux opérations de combat de l'armée des volontaires dans le sud de la Russie et fut chef d'état-major du premier détachement de l'armée. Il fut envoyé par le général Kornilov en Sibérie avec un petit détachement en tant que représentant de l'armée des volontaires.

### Service dans l'État russe
Il atteint la Sibérie, et y participe aux activités de la clandestinité des officiers, puis sert dans l'armée sibérienne. En novembre 1918, il participe activement à l'accession au pouvoir de l'amiral Alexandre Koltchak. À partir du 21 novembre 1918, il est chef d'état-major du quartier général du commandant en chef suprême. Sa nomination à ce poste dans une situation où des employés beaucoup plus expérimentés se trouvaient en Sibérie pourrait s'expliquer par son service dans l'armée des volontaires, qui jouissait du respect de Kolchak. À partir du 6 janvier 1919, il est major général. Sous sa direction, le quartier général était en conflit avec le ministère de la Guerre. À partir du 23 mai 1919, il fut également ministre de la Guerre afin d'éliminer l'affrontement entre les plus hautes autorités militaires de la Sibérie blanche. Il s'est entouré de jeunes officiers, n'autorisant pas les officiers d'état-major expérimentés à entrer dans le quartier général, est entré en conflit avec les chefs militaires et s'est activement mêlé aux affaires civiles.
Avec le général K. Sakharov, il est l'auteur du plan d'opération de Tcheliabinsk. Après son échec, il est démis des postes de chef d'état-major de l'état-major (10 août 1919) puis de ministre de la guerre (12 août 1919). L'opinion publique le considérait comme l'un des coupables des défaites de l'Armée blanche. Nommé commandant d'un groupe distinct de troupes des steppes avec les droits de commandant de l'armée. Le 16 novembre 1919, dans le cadre de l'abolition du groupe de troupes des steppes, il fut nommé commandant du groupe de troupes de l'Oural, qui participa aux batailles près de Krasnoïarsk en janvier 1920. Il participa à la Grande marche de glace de Sibérie, au cours de laquelle il a dirigé l'une des colonnes avec le général K.V. Sakharov.

### Activités en Extrême-Orient
Après son arrivée à Tchita, il occupe le poste de général de service au quartier général de l'armée d'Extrême-Orient. Après la défaite en Transbaïkalie et le transfert des troupes au Primorié, il se trouvait à Vladivostok et fut pendant quelque temps directeur du Corps des cadets russes de l'Est. En mai 1921, il participe au coup d'État de la Garde blanche au Primorié. En 1922, il fut assistant du général Mikhail Dieterichs et chef des forces armées de Vladivostok..

### Émigrant
Émigré en Chine, il vécut à Shanghai, fondateur et rédacteur en chef du journal « Russian Thought ». Inhumé au cimetière de Babbling Road.